# 町野修斗
町野 修斗（まちの しゅうと、1999年9月30日 - ）は、三重県伊賀市出身のプロサッカー選手。ブンデスリーガ・ボルシア・メンヒェングラートバッハ所属。ポジションはフォワード（FW）。日本代表。
Jリーグ史上初めて、前半で4得点以上を決めた（2023年4月1日達成）。

## 略歴

### プロ入り前
兄の影響で3歳からサッカーを始め、中学では伊賀市のFCアヴェニーダソルに所属。高校は大阪の名門・履正社高校に進学して、1年生の頃からレギュラーに定着した。2年次には全日本高校選抜に選ばれて、その活躍が横浜F・マリノスの目に留まり、3年次に練習参加をした。練習参加後に評価をうけ、正式に横浜F・マリノスに加入することになった。

### クラブ

#### ギラヴァンツ北九州
2019年はギラヴァンツ北九州に期限付き移籍。開幕戦でJリーグ公式戦初出場を果たし、第2節からは先発起用され5試合フル出場を果たすが得点を挙げられず、第7節では途中出場、第8節ではベンチ入りメンバーからも外される。その後2試合途中出場した後、第11節、5試合ぶりの先発出場でプロ初ゴールを決め、続く第12節も2試合連続のゴールを決める。その後、7月・8月と再び先発メンバーから外れたものの、J3リーグ中断明けの第21節以降は先発に定着、第28節から6試合で4ゴールを挙げ、チームの優勝争いに貢献、結局8ゴールを挙げチーム得点王となった。
2020年1月6日、北九州への完全移籍が発表された。同シーズンは開幕戦に出場後、新型コロナウイルス感染拡大の影響による中断明けの第2節から5試合連続でベンチ外となったものの、第7節からは29試合連続出場する。前半戦だけで7得点、7アシストを記録したものの、アシストは第16節栃木SC戦、得点は第18節愛媛FC戦を最後に記録出来なくなり、第36節以降は2試合の途中出場にとどまった。

#### 湘南ベルマーレ
2020年12月26日、湘南ベルマーレへの完全移籍が発表された。
2022年5月25日、第15節の川崎フロンターレ戦では、1998年の呂比須ワグナー以来クラブ史上2人目となる2試合連続2得点で勝利に貢献した。10月8日、第32節対FC東京戦では自身初となるシーズン2桁得点を達成、最終的に同年のJ1リーグ得点ランキング2位、日本人選手では単独首位となる年間13得点を記録した。
2023年4月1日、ガンバ大阪戦では、1人で前半のみでハットトリック（=3得点）を超える4得点を決め、勝利に貢献した。1試合で6点を決めるダブルハットトリックは逃したものの、1人の選手が前半のみで4得点はJリーグ史上初の偉業となった。

#### ホルシュタイン・キール
2023年6月29日、ドイツのホルシュタイン・キールに完全移籍する事が発表された。8月5日、第2節のSpVggグロイター・フュルト戦で移籍後初ゴールを決めた。
2024–25シーズンはDFBポカールのアレマニア・アーヘン戦と、ブンデスリーガ開幕戦のTSG1899ホッフェンハイム戦でゴールを決めた。4月26日、第31節のボルシア・メンヒェングラートバッハ戦ではシーズン二桁ゴールを達成した。

### ボルシア・メンヒェングラートバッハ
2025年7月26日、ボルシア・メンヒェングラートバッハに完全移籍して4年契約を結ぶことが発表された。ビルトによればホルシュタイン・キールに支払われる移籍金は675万ユーロ+出来高ボーナス325万ユーロと推定されており、この金額はキールのクラブ史上最高記録となる。

### 日本代表
2022年7月13日、EAFF E-1サッカー選手権2022に出場する国内組のみで編成された日本代表に初めて選出された。同年7月19日、EAFF E-1サッカー選手権2022初戦の香港戦で代表初ゴールを含む2得点を決めた。同年7月27日、韓国戦で試合を決める3点目を決め、大会得点王に輝く活躍で日本の9年振りの優勝に貢献した。カタールW杯の代表には当初選ばれていなかったが、選出されていた選手のうち中山雄太（ハダースフィールド）が怪我のため代表選出を辞退し、11月8日、中山の代替として町野が代表に選ばれた。しかし日本代表が戦った本大会4試合において、フィールドプレーヤーとしては柴崎岳と町野の2選手だけが出場機会を得ることなく終わった。

## プレースタイル
ロングスローを投げることが出来る。2023-24シーズンのシーズン終盤残り2試合の時点で、ロングスローの回数はリーグトップであった。

## 所属クラブ
- FC中瀬SS（伊賀市立中瀬小学校）
- FCアヴェニーダソル（伊賀市立城東中学校）
- 履正社高校
- 2018年 - 2019年  横浜F・マリノス
  - 2019年  ギラヴァンツ北九州（期限付き移籍）
- 2020年  ギラヴァンツ北九州
- 2021年 - 2023年7月  湘南ベルマーレ
- 2023年7月 - 2025年  ホルシュタイン・キール
- 2025年 -  ボルシア・メンヒェングラートバッハ

## 個人成績
| 国内大会個人成績 | 国内大会個人成績 | 国内大会個人成績 | 国内大会個人成績 | 国内大会個人成績 | 国内大会個人成績 | 国内大会個人成績 | 国内大会個人成績 | 国内大会個人成績 | 国内大会個人成績 | 国内大会個人成績 | 国内大会個人成績 |
| 年度             | クラブ           | 背番号           | リーグ           | リーグ戦         | リーグ戦         | リーグ杯         | リーグ杯         | オープン杯       | オープン杯       | 期間通算         | 期間通算         |
| 年度             | クラブ           | 背番号           | リーグ           | 出場             | 得点             | 出場             | 得点             | 出場             | 得点             | 出場             | 得点             |
| 日本             | 日本             | 日本             | 日本             | リーグ戦         | リーグ戦         | リーグ杯         | リーグ杯         | 天皇杯           | 天皇杯           | 期間通算         | 期間通算         |
| ---------------- | ---------------- | ---------------- | ---------------- | ---------------- | ---------------- | ---------------- | ---------------- | ---------------- | ---------------- | ---------------- | ---------------- |
| 2018             | 横浜FM           | 39               | J1               | 0                | 0                | 0                | 0                | 0                | 0                | 0                | 0                |
| 2019             | 北九州           | 18               | J3               | 30               | 8                | -                | -                | 1                | 2                | 31               | 10               |
| 2020             | 北九州           | 18               | J2               | 32               | 7                | -                | -                | -                | -                | 32               | 7                |
| 2021             | 湘南             | 33               | J1               | 31               | 4                | 3                | 0                | 1                | 0                | 35               | 4                |
| 2022             | 湘南             | 18               | J1               | 30               | 13               | 8                | 2                | 1                | 0                | 39               | 15               |
| 2023             | 湘南             | 18               | J1               | 19               | 9                | 3                | 0                | 0                | 0                | 22               | 9                |
| ドイツ           | ドイツ           | ドイツ           | ドイツ           | リーグ戦         | リーグ戦         | リーグ杯         | リーグ杯         | DFBポカール      | DFBポカール      | 期間通算         | 期間通算         |
| 2023-24          | キール           | 13               | 2. ブンデス      | 31               | 5                | -                | -                | 2                | 0                | 33               | 5                |
| 2024-25          | キール           | 18               | ブンデス         | 32               | 11               | -                | -                | 2                | 1                | 34               | 12               |
| 通算             | 日本             | 日本             | J1               | 80               | 26               | 14               | 2                | 2                | 0                | 96               | 28               |
| 通算             | 日本             | 日本             | J2               | 32               | 7                | -                | -                | 0                | 0                | 32               | 7                |
| 通算             | 日本             | 日本             | J3               | 30               | 8                | -                | -                | 1                | 2                | 31               | 10               |
| 通算             | ドイツ           | ドイツ           | 2. ブンデス      | 63               | 16               | -                | -                | 4                | 1                | 67               | 17               |
| 総通算           | 総通算           | 総通算           | 総通算           | 205              | 57               | 14               | 2                | 8                | 1                | 227              | 62               |

- Jリーグ初出場 - 2019年3月10日 J3第1節 vsFC東京U-23（ミクニワールドスタジアム北九州）
- Jリーグ初得点 - 2019年6月9日 J3第11節 vsY.S.C.C.横浜（ニッパツ三ツ沢球技場）

## タイトル

### クラブ
ギラヴァンツ北九州
- J3リーグ：1回（2019年）
- 福岡県サッカー選手権大会：1回（2019年）

### 代表
日本代表
- EAFF E-1サッカー選手権：1回（2022年）

### 個人
- EAFF E-1サッカー選手権得点王（2022年）
- Jリーグ優秀選手賞（2022年）
- JPFAアワード（J1）・ベストイレブン：1回（2022年）

## 代表歴
- 国際Aマッチ初出場・初得点 - 2022年7月19日 EAFF E-1サッカー選手権2022 vs香港代表（茨城カシマスタジアム）

### 出場大会
- 日本高校選抜
  - NEXT GENERATION MATCH（2017年、2018年）
  - デュッセルドルフ国際ユースサッカー大会（2017年）
- 日本代表
  - EAFF E-1サッカー選手権2022（2022年）
  - 2022 FIFAワールドカップ（2022年）
  - 2026 FIFAワールドカップ・アジア3次予選

### 試合数
- 国際Aマッチ 8試合 4得点（2022年 - ）

| 日本代表 | 国際Aマッチ | 国際Aマッチ |
| 年       | 出場        | 得点        |
| -------- | ----------- | ----------- |
| 2022     | 4           | 3           |
| 2023     | 1           | 0           |
| 2025     | 3           | 1           |
| 通算     | 8           | 4           |

### 出場
| No. | 開催日        | 開催都市         | スタジアム                 | 対戦国         | 結果  | 監督   | 大会                                   |
| --- | ------------- | ---------------- | -------------------------- | -------------- | ----- | ------ | -------------------------------------- |
| 1.  | 2022年7月19日 | 鹿嶋             | 茨城カシマスタジアム       | 香港           | ○6-0  | 森保一 | EAFF E-1サッカー選手権2022             |
| 2.  | 2022年7月24日 | 豊田             | 豊田スタジアム             | 中国           | △0-0  | 森保一 | EAFF E-1サッカー選手権2022             |
| 3.  | 2022年7月27日 | 豊田             | 豊田スタジアム             | 韓国           | ○3-0  | 森保一 | EAFF E-1サッカー選手権2022             |
| 4.  | 2022年9月23日 | デュッセルドルフ | デュッセルドルフ・アレーナ | アメリカ合衆国 | ○2-0  | 森保一 | キリンチャレンジカップ2022             |
| 5.  | 2023年3月28日 | 大阪             | ヨドコウ桜スタジアム       | コロンビア     | ●1-2  | 森保一 | キリンチャレンジカップ2023             |
| 6.  | 2025年3月20日 | さいたま         | 埼玉スタジアム2002         | バーレーン     | ○2-0  | 森保一 | 2026 FIFAワールドカップ・アジア3次予選 |
| 7.  | 2025年6月5日  | パース           | パース・スタジアム         | オーストラリア | ●0-1  | 森保一 | 2026 FIFAワールドカップ・アジア3次予選 |
| 8.  | 2025年6月10日 | 吹田             | 吹田スタジアム             | インドネシア   | ◯6- 0 | 森保一 | 2026 FIFAワールドカップ・アジア3次予選 |

### ゴール
| #  | 開催日        | 開催都市 | スタジアム                 | 対戦国       | 結果 | 大会                                   |
| -- | ------------- | -------- | -------------------------- | ------------ | ---- | -------------------------------------- |
| 1. | 2022年7月19日 | 鹿嶋     | 茨城カシマスタジアム       | 香港         | ○6-0 | EAFF E-1サッカー選手権2022             |
| 2. | 2022年7月19日 | 鹿嶋     | 茨城カシマスタジアム       | 香港         | ○6-0 | EAFF E-1サッカー選手権2022             |
| 3. | 2022年7月27日 | 豊田     | 豊田スタジアム             | 韓国         | ○3-0 | EAFF E-1サッカー選手権2022             |
| 4. | 2025年6月10日 | 吹田     | 市立吹田サッカースタジアム | インドネシア | ◯6-0 | 2026 FIFAワールドカップ・アジア3次予選 |